# سن کارلوس (آریزونا)
سن کارلوس (به انگلیسی: San Carlos) یک منطقهٔ مسکونی در ایالات متحده آمریکا است که در شهرستان جیلا، آریزونا واقع شده‌است. سن کارلوس ۲۲٫۲۳ کیلومتر مربع مساحت و ۳٬۷۱۶ نفر جمعیت دارد و ۸۰۱ متر بالاتر از سطح دریا واقع شده‌است.